# Solveig Krebs
Solveig Krebs (* 1971 in Hamburg) ist eine deutsche Schauspielerin.

## Leben
Von 1993 bis 1997 studierte sie Schauspiel an der Hochschule für Musik und Theater Hamburg, unter anderem bei Jutta Hoffmann. Während des Studiums spielte sie als Gast an den Hamburger Kammerspielen und dem Thalia Theater Hamburg. Nach Abschluss des Studiums spielte sie am Deutschen Theater Berlin die Titelrolle in Schillers Die Jungfrau von Orléans und am Staatsschauspiel Dresden die Martirio in Bernarda Albas Haus von Garcia Lorca.
Von 2001 bis 2005 war sie am Staatstheater Mainz fest engagiert. Danach kehrte sie nach Hamburg zurück und erhielt verschiedene Gastverträge, u. a. im Theater Bremen. 2009 spielte sie in der Inszenierung Algier von Nino Haratischwili die Rolle der Katharina.
Solveig Krebs lebt und arbeitet in Hamburg.

## Rollen (Auswahl)
Staatstheater Mainz
- Julie in norway.today von Igor Bauersima
- Titelrolle in Maria Stuart von Friedrich Schiller
- Titelrolle in Die Braut von Messina von Friedrich Schiller
- Katja in Die vierte Schwester von Janusz Glowacki (deutschsprachige Erstaufführung)
- Cecily Cardew in Bunbury von Oscar Wilde
- Elvira in  Don Juan von Molière
- Célimène in Der Menschenfeind von Molière
- Käthe Vockerat in Einsame Menschen von Gerhart Hauptmann
- Varja in Der Kirschgarten von Anton Tschechow
- Jane in Lantana von Andrew Bovell.